# Jozef de Beenhouwer

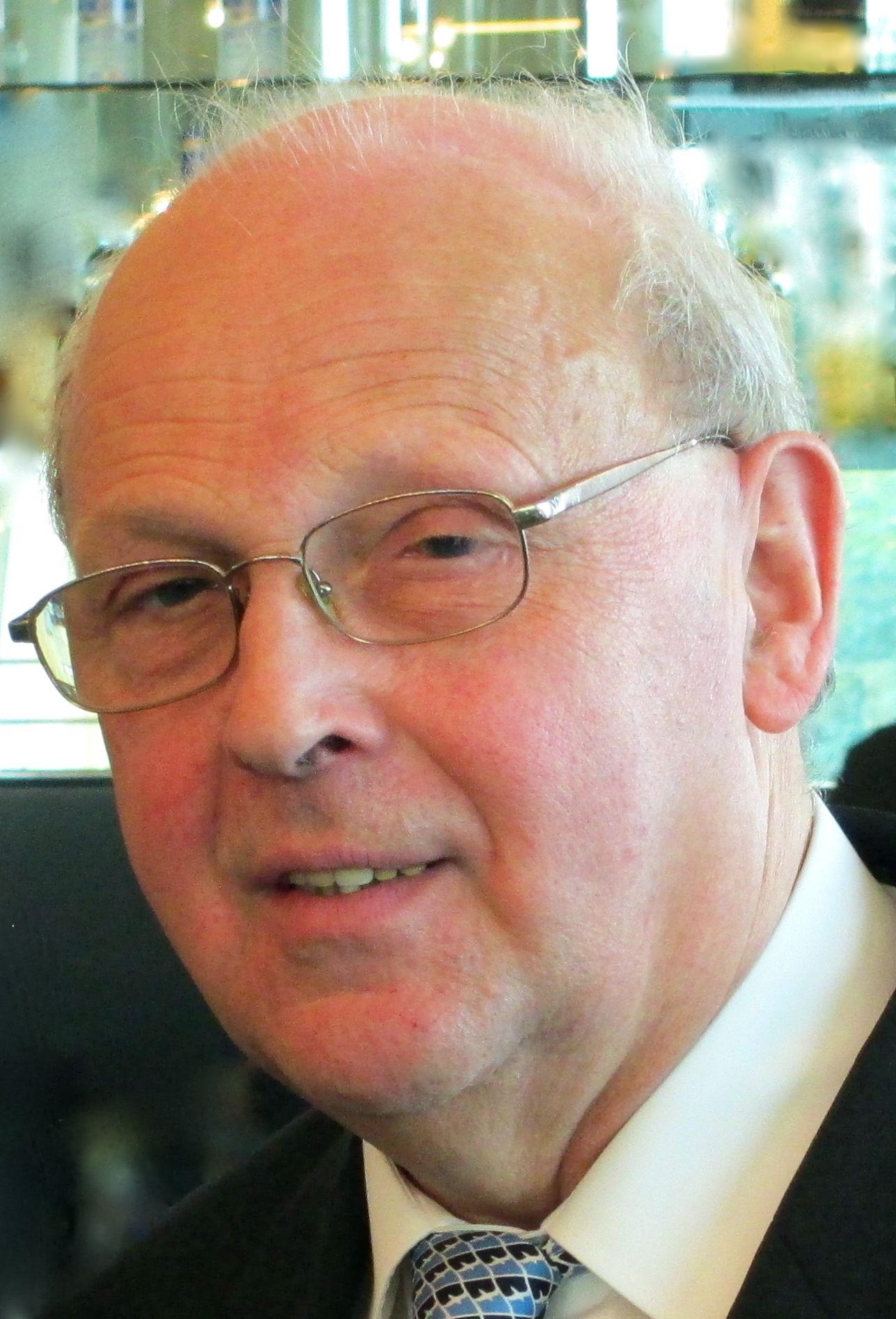
Jozef Beenhouwer nach einem Konzert 2012 in Antwerpen

Jozef de Beenhouwer (* 26. März 1948 in Brasschaat) ist ein belgisch-flämischer Pianist, Musikpädagoge und Musikwissenschaftler.
Beenhouwers erster Klavierlehrer war sein Großvater väterlicherseits. Schon als Kind und als Jugendlicher wurde er mit der Musik Robert Schumanns vertraut. Nach dem Abschluss eines Pharmaziestudiums an der Katholieke Universiteit Leuven im Jahr 1970 studierte Beenhouwer Klavier an der Muziekkapel Koningin Elisabeth in Waterloo (Graduierung 1974) und am Koninklijk Conservatorium Antwerpen (Diplom für Klavier mit summa cum laude). Zwischen 1991 und 1998 nahm Beenhouwer Unterricht bei David Kimbal in Florenz.
Beenhouwer machte zahlreiche internationale Radio- und Fernsehaufnahmen. Er nahm als einer der ersten Pianisten das Gesamtwerk von Clara Schumann auf. Für seine besonderen Verdienste für die Musik von Clara und Robert Schumann erhielt Beenhouwer 1993 den Robert-Schumann-Preis der Stadt Zwickau. Für seine Aufnahmen von Peter Benoit und Joseph Ryelandt erhielt er den Caecilia-Preis der Vereinigung der belgischen Musikkritiker. Beenhouwer agiert häufig als Juror bei Klavierwettbewerben, insbesondere bei Robert-Schumann-Wettbewerben. 1983 folgte Beenhouwer seinem Lehrer Lode Backx als Professor am Königlichen Konservatorium in Antwerpen. Von 1990 bis 2015 war Beenhouwer Direktor der Brüsseler Lunch Time Konzerte.